# Serjania paradoxa
Serjania paradoxa är en kinesträdsväxtart som beskrevs av Ludwig Radlkofer. Serjania paradoxa ingår i släktet Serjania och familjen kinesträdsväxter. Inga underarter finns listade i Catalogue of Life.